# Laila Dåvøy
Laila Dåvøy (Bergen, 11 août 1948) est une infirmière et femme politique norvégienne. 

## Biographie
Elle a été Ministre de la Jeunesse et de la Famille sous le Gouvernement Bondevik II et Ministre du Travail et de l'Administration publique sous le Gouvernement Bondevik I.

## Distinctions
- Commandeur de l'ordre de Saint-Olaf